# 1861 au Nouveau-Brunswick
Chronologie du Nouveau-Brunswick
- 1857
- 1858
- 1859
- 1860
- 1861
- 1862
- 1863
- 1864
- 1865

Cette page concerne des événements d'actualité qui se sont produits durant l'année 1861 dans la colonie du Nouveau-Brunswick.

## Événements
- Fondation du village Glassville par Charles Gordon Glass.
- 19 mars : Samuel Leonard Tilley succède à John Hamilton Gray comme premier ministre du Nouveau-Brunswick.
- 25 octobre : Edmund Walker Head quitte ses fonctions du gouverneur général de la Province du Canada.
- 26 octobre : Arthur Hamilton-Gordon succède à John Henry Thomas Manners-Sutton comme lieutenant-gouverneur du Nouveau-Brunswick.

## Naissances
- 15 avril : William Bliss Carman, poète.
- 30 avril : Murray MacLaren, lieutenant-gouverneur du Nouveau-Brunswick.
- 15 décembre : Irving Randall Todd, sénateur.

## Décès
- 9 novembre : Howard Douglas, lieutenant-gouverneur du Nouveau-Brunswick.